# تصلب هيكلي
في الهندسة المتقطعة والميكانيكا، يُعرف التصلب الهيكلي على أنه نظرية توافق للتنبؤ بمرونة الفرق المكونة من أجسام صلبة متصلة عن طريق روابط أو مفاصل مرنة.

## التعريفات
التصلب هو خاصية يتميز بها أي هيكل لا يمكن ليه أو ثنيه باستخدام القوة. ويقابل التصلب المرونة. وفي نظرية التصلب الهيكلي، تتكون الهياكل عن طريق مجموعة من الأجسام التي تعتبر أجسامًا متصلبة في حد ذاتها، وغالبًا ما يُفترض أن تتخذ أشكالاً هندسية بسيطة مثل القضبان المستقيمة (القطع المستقيمة) مع أزواج من الأجسام المتصلة عن طريق مفصلات مرنة. ويكون الهيكل صلبًا إذا لم يكن مرنًا؛ وذلك إذا لم يتحرك الهيكل حركة مستمرة مع الحفاظ على الشكل الجامد لمكوناته ونمط اتصاله بالمفصلات.
يوجد نوعان أساسيان مختلفان من التصلب. التصلب المحدود أو التصلب الماكروسكوبي ويعني أن الهيكل لا يمكن ليه أو طيه أو ثنيه ولو بمقدار ضئيل. التصلب متناهي الصغر ويعني أن الهيكل لن يتم ليَّه ولو بمقدار ضئيل للغاية لا يمكن اكتشافه ولو نظريًا. (ومن الناحية الفنية يعني هذا أن المعادلات التفاضلية المحددة ليس لها حلول غير صفرية.) للتصلب المحدود أهمية واضحة، لكن التصلب متناهٍ الصغر مهم أيضًا لأن المرونة متناهية الصغر من الناحية النظرية تتوافق مع المرونة متناهية الصغر في العالم الحقيقي وقد تؤدي إلى تردي وضع الهيكل.
إن المخطط المتصلب هو تضمين رسم بياني في مساحة إقليدس التي تكون متصلبة هيكليًا. وهذا يعني أن المخطط يكون متصلبًا إذا كان الهيكل تم تشكيله عن طريق استبدال الحواف بقضبان صلبة والرؤوس بمفصلات مرنة، حينها يكون صلبًا. كما يمكن اعتبار مشكلات التصلب في المخططات التي تمثل بعض حوافها عناصر ضغط (يمكن أن تمتد لتكون أطول، ولكنها لا تنكمش لتصبح أقصر) بينما تمثل الحواف الأخرى عناصر توتر (قادرة على الانكماش وليس الاستطالة). يشكل المخطط المتصلب بهذه الحواف نموذجًا رياضيًا لهيكل الانشدادية.

## رياضيات التصلب
تتمثل المشكلة الأساسية في كيفية التنبؤ بتصلب الهيكل عن طريق التحليل النظري دون الحاجة لبنائه. وتتضمن النتائج الأساسية في هذا المجال ما يلي:
- في أي بُعد، يوصف تصلب روابط القضيب والمفصلات ضمن نظرية الميترويد. ويتمثل أساس نظرية ميترويد التصلب ثنائي البعدين (الحد الأدنى من الرسوم البيانية الجامدة) في رسوم لامان.
- نظرية كوشي تنص على أن أي بناء ثلاثي الأبعاد محدب ومتعدد السطوح مزود بألواح صلبة على الوجهين وموصل بمفصلات على طول الحواف يكون بناءً صلبًا.
- إن الهياكل المرنة متعددة الوجوه التي لا تكون صلبة قد تم تشييدها بواسطة راؤول بريكارد وروبرت كونيلي وآخرين. وتنص نظرية التخمين, المثبتة حديثًا، على أن أي حركة مستمرة لهيكل مرن متعدد الأوجه يجب أن تساعد في الحفاظ على الحجم.

وبالرغم من هذا، فإنه في العديد من المواقف الأخرى ليس دائمًا من المعروف طريقة تحليل تصلب أي هيكل رياضي على الرغم من وجود نظرية رياضية أساسية.

## نبذة تاريخية
من مؤسسي النظرية الرياضية حول التصلب الهيكلي هو العالم الفزيائي العظيم جيمس كلارك ماكسويل (James Clerk Maxwell). وقد شهد أواخر القرن العشرين ازدهار النظرية الرياضية حول التصلب والتي استمرت حتى القرن الحادي والعشرين